# Owtānlū
Owtānlū (persiska: اوتانلو, Ūtānlū) är en ort i Iran.   Den ligger i provinsen Khorasan, i den nordöstra delen av landet, 700 km öster om huvudstaden Teheran. Owtānlū ligger 690 meter över havet och antalet invånare är 249.
Terrängen runt Owtānlū är platt åt nordost, men åt sydväst är den kuperad.Runt Owtānlū är det ganska glesbefolkat, med 28 invånare per kvadratkilometer. Närmaste större samhälle är Jashnābād, 8,2 km nordväst om Owtānlū. Trakten runt Owtānlū består till största delen av jordbruksmark.